# FIX
Pour les articles homonymes, voir FIX.
Le protocole FIX (Financial Information eXchange, en anglais) est un standard de message développé dans le but de faciliter les échanges d’informations relatifs aux transactions financières. Il est conçu pour être utilisé entre partenaires commerciaux souhaitant automatiser leurs communications.
Le standard a été promu par des institutions américaines avant de se répandre dans le monde entier. Il est surtout orienté vers le marché des titres, tandis que Swift, un autre protocole, est davantage tourné vers le marché interbancaire.
FIX a été développé avec la collaboration de banques, de courtiers, des bourses, d’investisseurs institutionnels, d’industriels et d’associations venant du monde entier. Ces acteurs du marché partagent une vision commune de ce qu’ils attendent pour implémenter les échanges d’actions, de produits dérivés ou d’autres instruments financiers. Ils se coordonnent et organisent leur travail par le biais de comités, sous-comités et groupes de travail, tous supervisés par un comité de coordination global qui s’efforce de maintenir l’uniformité du protocole alors qu’il s’étend à de nouveaux marchés. Il reste ainsi toujours en totale adéquation avec les besoins des acteurs financiers et reste indépendant de toute firme. Le FIX a d’ailleurs ainsi été largement adopté par la communauté financière. Ce succès est également dû au fait que ce protocole est totalement ouvert et gratuit.
FIX a été défini dans le but d’être indépendant de tout protocole de communication spécifique (X.25, asynch, TCP/IP, etc.) ou medium physique (câble, fibre optique, satellite, etc.) choisis pour acheminer l’information.
Le protocole est défini à deux niveaux : session et applicatif. Le niveau session a pour mission d’assurer la bonne réception des données quand le niveau applicatif définit le contenu relatif aux échanges commerciaux.
FIXML est un mode de représentation des données s'appuyant sur le langage XML.